# Irina Sokolovskaja
Irina Borisovna Sokolovskaja (in russo Ирина Борисовна Соколовская?; Vologda, 3 gennaio 1983) è un'ex cestista russa.
Alta 187 cm per 74 kg, giocava come ala.

## Carriera
Con la Russia ha disputato i Giochi olimpici di Pechino 2008, i Campionati mondiali del 2010 e due edizioni dei Campionati europei (2005, 2007).

## Palmarès
- Campionato europeo: 1
Nazionale russa: Italia 2007